# 沼河比賣
沼河比賣（ヌナカワヒメ）亦可寫作沼河姬或奴奈川姬，為《古事記》的記述，祂是日本神話裡出現的女神。

## 概要

### 古事記之記載
依照《古事記》上卷的記錄，八千矛神（即大國主神）向高志國的沼河比賣求婚，以詩歌吟唱曰：
|  | 夜知富許能 迦微能美許登波 夜斯麻久爾 都麻麻岐迦泥弖 登富登富斯 故志能久邇邇 佐加志賣遠 阿理登岐加志弖 久波志賣遠 阿理登伎許志弖 佐用婆比爾 阿理多多斯 用婆比邇 阿理加用婆勢 多知賀遠母 伊麻陀登加受弖 淤須比遠母 伊麻陀登加泥婆 遠登賣能 那須夜伊多斗遠 淤曾夫良比 和何多多勢禮婆 比許豆良比 和何多多勢禮婆 阿遠夜麻邇 奴延波那伎奴 佐怒都登理 岐藝斯波登與牟 爾波都登理 迦祁波那久 宇禮多久母 那久那留登理加 許能登理母 宇知夜米許世泥 伊斯多布夜 阿麻波勢豆加比 許登能 加多理其登母 許遠婆 |

而沼河比賣躲在屋內，亦以詩歌回覆曰：
|  | 夜知富許能 迦微能美許等 奴延久佐能 賣邇志阿禮婆 和何許許呂 宇良須能登理叙 伊麻許曾婆 和杼理邇阿良米 能知波 那杼理爾阿良牟遠 伊能知波 那志勢多麻比曾 伊斯多布夜 阿麻波世豆迦比 許登能 加多理碁登母 許遠婆 阿遠夜麻邇 比賀迦久良婆 奴婆多麻能 用波伊傳那牟 阿佐比能 惠美佐加延岐弖 多久豆怒能 斯路岐多陀牟岐 阿和由岐能 和加夜流牟泥遠 曾陀多岐 多多岐麻那賀理 麻多麻傳 多麻傳佐斯麻岐 毛毛那賀爾 伊波那佐牟遠 阿夜爾 那古斐支許志 夜知富許能 迦微能美許登 許登能 迦多理碁登母 許遠婆 |

由於《古事記》以上古日語記述，這兩首詩歌翻譯成現代的日語便成為：
|  | 八千矛（やちほこ）の 神の命（みこと）は 八島国 妻枕（ま）きかねて 遠遠（とほとほ）し 高志の国に 賢（さか）し女（め）を 有りと聞かして 麗（くは）し女（め）を 有りと聞こして さ婚ひに あり立たし 婚ひに あり通はせ 大刀（たち）が緒（を）も いまだ解かずて 襲（おすひ）をも いまだ解かねば 嬢子（をとめ）の 寝（な）すや板戸を 押そぶらひ 我が立たせれば 引こづらひ 我が立たせれば 青山に ぬえは鳴きぬ さ野つ鳥 雉（きざし）はとよむ 庭つ鳥 鶏（かけ）は鳴く 心痛（うれた）くも 鳴くなる鳥か この鳥も 打ち止めこせね いしたふや 天馳使（あまはせづかひ） 事の 語言（かたりごと）も 是（こ）をば |

|  | 八千矛の 神の命 ぬえ草の 女にしあれば 我が心 浦渚（うらす）の鳥ぞ 今こそは 我鳥（わどり）にあらめ 後（のち）は 汝鳥（などり）にあらむを 命は な死せたまひそ いしたふや 天馳使 事の 語言も 是をば 青山に 日が隠らば ぬばたまの 夜（よ）は出でなむ 朝日の 笑み栄え来て 栲綱（たくづの）の 白き腕（ただむき） 沫雪の 若やる胸を そだたき たたきまながり 真玉手（またまで） 玉手さし枕き 股長（ももなが）に 寝（い）は寝（な）さむを あやに な恋ひ聞こし 八千矛の 神の命 事の 語言も 是をば |

翻譯成中文則為：
|  | 八千矛神坐國中，八島之國無以妻。聽聞遙遠高志國，尚有賢明之女人，久聞其落雁美貌，為了向汝求婚約，我心祟動遂來此。大刀之配繩未解，配刀未卸襲未脫，推拍少女所眠門，吾立門外頻搖戶。吾仍佇立於門外，青山鵺鳥便哀鳴，原野雉雞皆鳴啼，庭裡公雞已報曉，聲聲催人使心煩。欲將鳥兒具打下，不使其繼續鳴啼，翱翔蒼穹信使鳥，將此言語傳於汝。 |

|  | 八千矛神且聞之，妾者弱女心似鳥，沙洲水鳥慕求夫。今雖能隨妾心為，旋即對汝以心動。故勿殺群啼之鳥，翱翔蒼穹信使鳥，具事傳誦訴諸汝。待日隱山夜半時，必以燦笑出迎夫，如此待君以到來。望君愛撫妾玉手，愛撫妾雪白酥胸。我倆纏綿枕妾手，展君雙腿安以息。是以君心勿過思，妾之八千矛神命，具事代言訴予君。 |

雖然當晚兩人沒有結婚，但隔夜即結成連理。

## 解說
依據新潟縣糸魚川市當地居民的口傳故事，大國主神和沼河比賣生下了建御名方神，該神自姬川進入諏訪，成為諏訪大社的主祭神；而《先代舊事本紀》卷第四地祉本紀亦提及建御名方神乃沼河比賣（或稱高志沼河姬）之子。《出雲國風土記》島根郡美保鄉條記述，奴奈宜波比賣命為高志國坐神「意支都久辰為命」之孫、「俾都久辰為命」之女，和大穴持命（即大國主神）育有御穗須須美命。
另外，由於發源自長野縣北安曇郡白馬村的姬川，流經新潟縣糸魚川市入日本海；姬川的「姬」即出自奴奈川姬。現存最古的日語詩歌總集《萬葉集》卷十三有一首（第三二四七首，作者佚名）：
|  | 沼名河之 底奈流玉 求而 得之玉可毛 拾而 得之玉可毛 安多良思吉 君之 老落惜毛 |

其中「渟名河」即現在之姬川，「流玉」據新潟縣糸魚川市出身的學者相馬御風的考究，應指翡翠。

## 信仰
在日本供奉沼河比賣的神社計有下述：
- 奴奈川神社（新潟縣糸魚川市）
- 能生白山神社（新潟縣糸魚川市）：為奴奈川神社之論社。

## 內部連結
- 大國主神
- 建御名方神

## 外部連結
- （日語）沼河比売ぬなかわひめ （页面存档备份，存于）